# Soviḱ
Soviḱ (en macédonien Совиќ) est un village du sud de la Macédoine du Nord, situé dans la municipalité de Novatsi. Le village ne comptait aucun habitant en 2002. 